# سیارک ۲۴۴۱۰
سیارک ۲۴۴۱۰ (به انگلیسی: 24410 Juliewalker، نامگذاری:2000AZ236) بیست و چهار هزار و چهارصد و دهمین سیارک کشف شده‌است که در ۵ ژانویه ۲۰۰۰ کشف شد.
قدر مطلق سیارک برابر ۱۸.۶ است.